# Segundo Grande Despertar

O Segundo Grande Despertar (português brasileiro) ou Segundo Grande Despertamento (português europeu), ocorrido no período compreendido nas décadas de 1790 a 1840, foi a segunda onda de revivificação religiosa ocorrida nos Estados Unidos da América e consistia na salvação pessoal renovada, que se experimentava em reuniões de reavivamento da fé.

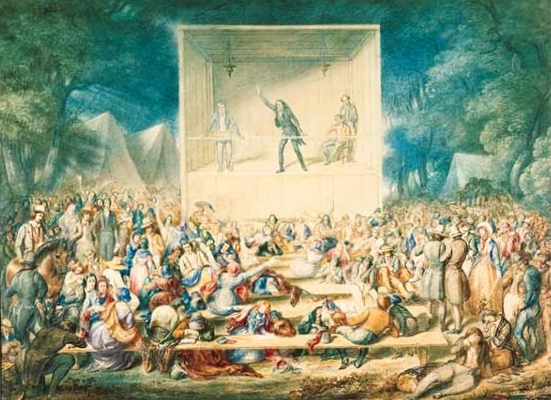
Reunião em acampamento metodista, em 1839

Dentre os principais líderes, encontravam-se Charles Grandison Finney, Lyman Beecher, Barton Stone, Peter Cartwright, Asahel Nettleton, James Finley e William Miller.
O movimento encorajava uma atitude evangélica ativa, que depois eclodiram na vida estadunidense através de pleitos como a reforma do sistema prisional, sufrágio feminino, movimento abolicionista e outros.